# 1947 aux États-Unis
Pour des articles plus généraux, voir Chronologie des États-Unis et 1947.
Chronologie des États-Unis
- 1943
- 1944
- 1945
- 1946
- 1947
- 1948
- 1949
- 1950
- 1951

Cette page concerne des événements d'actualité qui se sont produits durant l'année 1947 du calendrier grégorien aux États-Unis.

## Gouvernement
- Président : Harry S. Truman
- Vice-président : Aucun
- Secrétaire d'État : Georges Marshall
- Président de la Chambre des représentants : Joseph William Martin

## Événements
- Janvier : après l’échec d’une mission de conciliation du général Marshall, l’administration Truman renonce à sauver la République de Chine contre elle-même et cesse d'aider le Kuomintang dans sa lutte contre le Parti communiste chinois.
- 27 janvier : Premier brevet d'un jeu-vidéo (Cathode Ray Tube Amusement Device)[1] par Thomas T. Goldsmith Jr. et  Estle Ray Mann[2]
- 22 février : Loyalty Program : début des enquêtes sur les infiltrations communistes dans l'administration américaine.
- 12 mars : doctrine Truman destinée à endiguer l’expansion du communisme en Europe (politique du containement). Le président Truman demande au Congrès l’octroi d’une aide économique et militaire à la Grèce et à la Turquie en substitution de la Grande-Bretagne. D’autres États devraient pouvoir en bénéficier.
- 22 mars : poursuite du programme de « loyauté et de sécurité » destiné entre autres à éloigner les voix libérales des radicaux.
- 25 mars :  une explosion d’une mine de charbon à Centralia dans l'Illinois, tue 111 mineurs. Il n'y eut que 24 rescapés[3].
- 10 avril : Ronald Reagan, président de la Screen Actors Guild, accepte de dénoncer au FBI toute activité communiste au sein de l'organisation.
- 16 avril : la Catastrophe de Texas City fait 581 morts et plus de 3 000 blessés[4].
- 7 mai : annonce de la construction de la première « Levittown » (cité banlieusarde).
- 25 mai : vote du National Security Act qui réorganise l’Armée, la Marine et l’Aviation et porte création d’un National Security Council doté d’une agence chargée de coordonner les activités de renseignement, la CIA (Central Intelligence Agency).
- 4 juin : loi antigrève de Taft-Hartley votée par le Congrès malgré le veto de Truman.
- 5 juin : discours du secrétaire d'État des États-Unis, le général George Marshall à l'université Harvard annonçant la volonté du gouvernement des États-Unis de contribuer au rétablissement de l'Europe (Plan Marshall).
- 19 juin : le gangster Bugsy Siegel est assassiné dans la demeure de sa petite amie, l'actrice Virginia Hill.
- 23 juin : le Congrès contourne le veto du président Harry Truman et adopte la Loi Taft-Hartley restreignant le pouvoir des syndicats.
- 24 juin : l'homme d'affaires Kenneth Arnold, pilote privé de Boise, dans l'Idaho, observe neuf objets volants près du mont Rainier dans l’État de Washington alors qu'il effectuait un vol de reconnaissance à bord de son appareil. Il ne parvient pas à les identifier et lance par là même l'ère moderne des soucoupes volantes. Ce fait est considéré comme la première grande observation d'OVNI.
- 5 juillet : Larry Doby devient le premier joueur noir à prendre part à un match de la Ligue américaine de baseball.
- 8 juillet : date du célèbre incident de Roswell. Un objet volant non identifié se serait écrasé au Nouveau Mexique.
- 26 juillet : création de la CIA.
- Septembre : début des interrogatoires sur les activités anti-américaines par la HUAC (fin en avril 1948). Convocation des Dix d'Hollywood.
- 18 septembre : création du département de la Défense par fusion des départements de la Marine et de la Guerre. Le premier titulaire en est James Forrestal.
- 24 septembre : création supposée du groupe Majestic-12 par un décret secret du président Harry S. Truman.
- 14 octobre : Charles Yeager franchit le mur du son pour la première fois.
- 25 novembre : établissement de la liste noire d'Hollywood.

## Économie et société
- Nombreuses grèves dans le secteur industriel pour demander des hausses de salaires.
- 4,5 % de taux de croissance annuel moyen en 1947-1953.
- Budget fédéral :
  - Recettes : 38,5 milliards
  - Dépenses : 34,5 milliards
  - Excédent de 4 milliards de dollars

## Naissances en 1947
- 31 janvier : Jonathan Banks, acteur américain.
- 2 février : Farrah Fawcett, actrice, américaine († 25 juin 2009).
- 3 février : Melanie, chanteuse américaine.
- 5 février : Mary Louise Cleave, astronaute américaine.
- 25 février : Doug Yule, chanteur et musicien américain.
- 15 mars : Ry Cooder, musicien producteur américain.
- 19 mars : Glenn Close, actrice américaine.
- 22 mars : James Patterson, écrivain et scénariste de films américain.
- 12 avril : Tom Clancy, romancier américain.
- 21 avril : Iggy Pop, chanteur américain.
- 6 juin : Robert Englund, acteur, chanteur et réalisateur.
- 9 juillet : O. J. Simpson, joueur de football, acteur et meurtrier.
- 10 juillet : Arlo Guthrie, musicien américain.
- 21 juillet : William S. Burroughs Jr., écrivain américain († 3 mars 1981).
- 22 juillet : Albert Brooks, réalisateur, acteur et scénariste américain.
- 24 juillet : Robert Hays, acteur, producteur et réalisateur américain.
- 30 juillet : Arnold Alois Schwarzenegger, bodybuilder, acteur, homme politique et homme d'affaires américain.
- 21 septembre : Stephen King, écrivain américain d'horreur et de fantastique.
- 18 octobre : Joe Morton, acteur américain
- 26 octobre : Hillary Rodham Clinton, femme politique américain.
- 8 novembre : M. Rhea Seddon, astronaute américaine.
- 12 novembre :  Buck Dharma, chanteur et guitariste américain du groupe Blue Öyster Cult.
- 24 novembre : Dwight Schultz, acteur américain.
- 4 décembre : Andy LaVerne, pianiste de jazz américain.

## Décès en 1947
25 Janvier :  Al Capone,gangsters